# Guitar Hero: Greatest Hits
Guitar Hero: Greatest Hits (titulat Guitar Hero: Smash Hits als Estats Units) és la quarta expansió de la saga Guitar Hero. Desenvolupat per Beenox Studios, publicat per Neversoft i distribuït per Activision, s'espera que es posi a la venda durant el mes de juny de 2009 a Europa, Amèrica del Nord i Austràlia per les plataformes PlayStation 2, PlayStation 3, Xbox 360 i Wii. Amb un total de 48 cançons, la banda sonora serà una compilació de diverses cançons de les edicions més anteriors de la saga: Guitar Hero, Guitar Hero II, Guitar Hero Encore: Rocks the 80s, Guitar Hero III: Legends of Rock i Guitar Hero: Aerosmith. Aquestes edicions només implementaven les cançons per la guitarra i en aquesta expansió implementaran totes les pistes per tot el grup de música complet, és a dir, pels quatre instruments que incorporen les noves edicions del videojoc: micròfon, guitarra elèctrica, baix i bateria.

## Desenvolupament
El videojoc fou anunciat a principis de l'any 2009 juntament amb dos títols més de la saga Guitar Hero. Posteriorment es canvià el títol als Estats Units per Guitar Hero: Smash Hits en llançar-se la publicitat del videojoc però es va mantenir a Europa i Austràlia. El desenvolupament es va centrar en l'elecció de les cançons de totes les edicions anteriors i en la implementació de les cançons per la resta d'instruments.
L'empresa Beenox es va encarregar del desenvolupament de la majoria del material del videojoc, des del disseny dels escenaris a la selecció de les cançons i la implementació de les cançons. Neversoft simplement va proveir a Beenox de les eines de desenvolupament que utilitzava per als seus videojocs. Malgrat conservar tots els vells personatges i no incloure cap representació de les estrelles musicals afegides en les darreres edicions del videojoc, es van incloure vuit nous escenaris inspirats en meravelles del món, ja siguin natural o construïdes per la humanitat, com la selva amazònica, els casquets polars o el Gran Canyó. Activision fou anunciant progressivament el repertori final de cançons durant els mesos d'abril i maig de 2009 i va atorgar als usuaris la possibilitat de votar l'ordre final d'aquestes.

## Jugabilitat
El Guitar Hero: Greatest Hits utilitza el mateix sistema de joc que el Guitar Hero World Tour amb les principals novetats que es van incloure en el Guitar Hero: Metallica. Per una banda, el videojoc suporta els quatre instruments que formen un grup de rock estàndard: una guitarra principal, un baix elèctric, una bateria i un micròfon pel cantant. A més, s'ha implementat en les cançons la jugabilitat de les noves guitarres que incorporen un pad tàctil que permet lliscar els dits. Algunes cançons han estat refetes per adaptar-les a tots els instruments modificant o eliminant algunes porcions de guitarra que eren en l'edició original del videojoc. Per altra banda, com en la versió Metallica, s'ha inclòs un nivell de dificultat superior anomenat "Expert+" que utilitza dos pedals de bombo per la bateria. També s'ha utilitzat la interfície gràfica d'aquest últim amb la redistribució dels comptadors. El videojoc també incorpora el mode de joc "Music Studio" que és compatible amb el servei "GHTunes" i que permet crear i compartir cançons.
Com en les darreres edicions de la saga, el videojoc presenta una història per explicar l'evolució del grup de música creat pels jugadors. El grup ha acceptat el repte presentat per "God of Rock" ("Déu del Rock") per tocar en escenaris de diverses meravelles naturals del món. En completar l'actuació en un escenari, els jugadors són premiats amb material específic de l'escenari per personalitzar els personatges o els instruments. Per superar un escenari cal realitzar una actuació amb certa qualitat, puntuada mitjançant estrelles que han de superar el mínim demanat.

## Banda sonora
Les 48 cançons que formen el repertori del videojoc van ser extretes de les bandes sonores de les primeres cinc edicions de la saga, concretament: Guitar Hero, Guitar Hero II, Guitar Hero Encore: Rocks the 80s, Guitar Hero III: Legends of Rock i Guitar Hero: Aerosmith. Aquests videojocs només implementaven les cançons únicament per la guitarra, o baix en el mode multi-jugador, i en aquest videojoc, totes les cançons són gravacions originals i estan implementades per tots els instruments, tal com es pot fer a partir del Guitar Hero World Tour. No obstant el joc suporta les cançons creades per l'usuari mitjançant el servei "GHTunes", la resta de material descarregable ja existent no es pot utilitzar. Una selecció de cançons seran exportables als següents llançaments de la saga: Guitar Hero 5 i Band Hero mitjançant el pagament d'un petit cànon per pagar l'exportació de les respectives llicències. Les cançons que formen la banda sonora del Guitar Hero: Greatest Hits són les següents:
| Any  | Títol                                       | Artista                       | Escenari                     | Videojoc original                 | Exportable a GH5/BH |
| ---- | ------------------------------------------- | ----------------------------- | ---------------------------- | --------------------------------- | ------------------- |
| 1977 | "Back in the Saddle"                        | Aerosmith                     | London Sewerage System       | Guitar Hero: Aerosmith            |                     |
| 1983 | "Bark at the Moon"                          | Ozzy Osbourne                 | Great Wall of China          | Guitar Hero                       |                     |
| 1977 | "Barracuda"                                 | Heart                         | The Sphinx                   | Guitar Hero III: Legends of Rock  |                     |
| 2005 | "Beast and the Harlot"                      | Avenged Sevenfold             | Atlantis                     | Guitar Hero II                    |                     |
| 1976 | "Carry On Wayward Son"                      | Kansas                        | London Sewerage System       | Guitar Hero II                    |                     |
| 1987 | "Caught in a Mosh"                          | Anthrax                       | Atlantis                     | Guitar Hero Encore: Rocks the 80s | 1                   |
| 1990 | "Cherry Pie"                                | Warrant                       | Polar Ice Caps               | Guitar Hero II                    |                     |
| 1991 | "Cowboys from Hell" (directe a Moscou 1991) | Pantera                       | Great Wall of China          | Guitar Hero                       |                     |
| 2007 | "Cult of Personality"                       | Living Colour                 | Great Wall of China          | Guitar Hero III: Legends of Rock  | 1                   |
| 1982 | "Electric Eye"                              | Judas Priest                  | The Sphinx                   | Guitar Hero Encore: Rocks the 80s |                     |
| 1973 | "Free Bird"                                 | Lynyrd Skynyrd                | Great Wall of China Extra    | Guitar Hero II                    | 1                   |
| 2006 | "Freya"                                     | The Sword                     | The Sphinx                   | Guitar Hero II                    | 1                   |
| 1977 | "Godzilla"                                  | Blue Öyster Cult              | Grand Canyon                 | Guitar Hero                       |                     |
| 1993 | "Heart-Shaped Box"                          | Nirvana                       | Amazon Rainforest            | Guitar Hero II                    | 1                   |
| 2004 | "Hey You"                                   | The Exies                     | Polar Ice Caps               | Guitar Hero                       | 1                   |
| 1980 | "Hit Me with Your Best Shot"                | Pat Benatar                   | Amazon Rainforest            | Guitar Hero III: Legends of Rock  | 1                   |
| 1982 | "I Love Rock 'n Roll"                       | Joan Jett and the Blackhearts | Amazon Rainforest            | Guitar Hero                       | 1                   |
| 1984 | "I Wanna Rock"                              | Twisted Sister                | Grand Canyon                 | Guitar Hero Encore: Rocks the 80s | 1                   |
| 1974 | "Killer Queen"                              | Queen                         | London Sewerage System Extra | Guitar Hero                       |                     |
| 1992 | "Killing in the Name"                       | Rage Against the Machine      | Grand Canyon Extra           | Guitar Hero II                    |                     |
| 2004 | "Laid to Rest"                              | Lamb of God                   | Great Wall of China          | Guitar Hero II                    |                     |
| 2006 | "Lay Down"                                  | Priestess                     | Grand Canyon                 | Guitar Hero III: Legends of Rock  |                     |
| 1979 | "Message in a Bottle"                       | The Police                    | London Sewerage System       | Guitar Hero II                    | 1                   |
| 2006 | "Miss Murder"                               | AFI                           | Polar Ice Caps               | Guitar Hero III: Legends of Rock  | 1                   |
| 1997 | "Monkey Wrench"                             | Foo Fighters                  | London Sewerage System       | Guitar Hero II                    | 1                   |
| 1976 | "More Than a Feeling"                       | Boston                        | Amazon Rainforest            | Guitar Hero                       |                     |
| 1988 | "Mother"                                    | Danzig                        | London Sewerage System       | Guitar Hero II                    |                     |
| 2002 | "No One Knows"                              | Queens of the Stone Age       | The Sphinx                   | Guitar Hero                       | 1                   |
| 1988 | "Nothin' but a Good Time"                   | Poison                        | Polar Ice Caps Extra         | Guitar Hero Encore: Rocks the 80s | 1                   |
| 1989 | "Play With Me"                              | Extreme                       | Atlantis                     | Guitar Hero Encore: Rocks the 80s | 1                   |
| 1990 | "Psychobilly Freakout"                      | Reverend Horton Heat          | Great Wall of China          | Guitar Hero II                    | 1                   |
| 1986 | "Raining Blood"                             | Slayer                        | Atlantis                     | Guitar Hero III: Legends of Rock  |                     |
| 1976 | "Rock and Roll All Nite"                    | Kiss                          | Amazon Rainforest            | Guitar Hero III: Legends of Rock  | 1                   |
| 1984 | "Round and Round"                           | Ratt                          | Polar Ice Caps               | Guitar Hero Encore: Rocks the 80s |                     |
| 1983 | "Shout at the Devil"                        | Mötley Crüe                   | Polar Ice Caps               | Guitar Hero II                    | 1                   |
| 1973 | "Smoke on the Water"                        | Deep Purple                   | London Sewerage System       | Guitar Hero                       |                     |
| 2000 | "Stellar"                                   | Incubus                       | Amazon Rainforest Extra      | Guitar Hero                       |                     |
| 1990 | "Stop!"                                     | Jane's Addiction              | The Sphinx                   | Guitar Hero II                    |                     |
| 2002 | "Take It Off"                               | The Donnas                    | Grand Canyon                 | Guitar Hero                       |                     |
| 2004 | "Take Me Out"                               | Franz Ferdinand               | Amazon Rainforest            | Guitar Hero                       |                     |
| 1992 | "Them Bones"                                | Alice in Chains               | Grand Canyon                 | Guitar Hero II                    |                     |
| 2006 | "Through the Fire and Flames"               | DragonForce                   | Quebec City                  | Guitar Hero III: Legends of Rock  |                     |
| 1992 | "Thunder Kiss '65"                          | White Zombie                  | The Sphinx                   | Guitar Hero                       |                     |
| 1996 | "Trippin' on a Hole in a Paper Heart"       | Stone Temple Pilots           | The Sphinx Extra             | Guitar Hero II                    |                     |
| 1983 | "The Trooper"                               | Iron Maiden                   | Atlantis                     | Guitar Hero II                    | 1                   |
| 1992 | "Unsung" (directe a Chicago)                | Helmet                        | Polar Ice Caps               | Guitar Hero                       |                     |
| 2006 | "Woman"                                     | Wolfmother                    | Grand Canyon                 | Guitar Hero II                    | 1                   |
| 1981 | "YYZ"                                       | Rush                          | Great Wall of China          | Guitar Hero II                    | 1                   |

## Recepció
El Guitar Hero: Greatest Hits va rebre unes crítiques relativament negatives i se'l citava com una mostra de la saturació del mercat sobre videojocs musicals i de l'explotació de la saga per part d'Activision. Excepte el cas de la PlayStation 2, totes les cançons que formen la banda sonora del videojoc ja estaven disponibles com a material descarregable per la resta de consoles. Per altra banda, els elogis rebuts destacaven la selecció de les cançons dels anteriors títols i l'ús de gravacions originals de totes les cançons. També es va citar l'extensió a tots els instruments i l'adaptació de les cançons a les noves guitarres que incorporaven un slide en el mànec que facilita la seva utilització. Això va permetre millorar les actuacions dels usuaris en el Greatest Hits respecte a les versions originals.